# Antonín Jedlička
Antonín Jedlička, vystupující také pod uměleckým pseudonymem Strýček Jedlička, (18. února 1923 Březové Hory – 28. srpna 1993 Stará Boleslav) byl český herec, bavič, recesista, komik a humorista, imitátor a břichomluvec.

## Život
Narodil se jako nejstarší ze šesti dětí, jeho první dětská role byl Skokánek v Lišce Bystroušce v Národním divadle. Později následovaly dětské role ve Vinohradském divadle. Jako „strýček“ začal v roce 1948 s divadélkem strýčka Jedličky. Jednalo se o hravého a tvořivého člověka, který uměl nejen zpívat, ale také napodobovat tisíce různých zvuků pocházejících jak z přírody, tak i mimo ni.
Antonín Jedlička natočil množství různých zvuků, pazvuků a ruchů v mnoha českých filmech a rozhlasových pořadech, např. mlaskání legendární masožravé byliny Adély ve filmu Adéla ještě nevečeřela.
Prošel několika pražskými divadly (Uranie, Divadlo 5. května, Pražské dětské divadlo, aj.), mezi léty 1938–1971 nastudoval také třináct rolí v Národním divadle. Účinkoval i na vánočních besídkách pro děti.
V roce 1984 byl jmenován zasloužilým umělcem, byl nositelem Řádu dětského úsměvu a laureátem Haškovy Lipnice.
Skonal na tenisovém kurtě. Pohřben je v Praze na Vyšehradském hřbitově.

## Literární dílo
- Pohádky strýčka Jedličky (1963)
- Dům u veselé slzičky (1967)
- Soví hnízdo (1981)
- Knížka strýčka Jedličky (1981)
- Hrátky strýčka Jedličky (1983)
- Zpáteční lístek do dětství (1983)
- Když herci nehrají (1988)
- Jeviště hereckých osudů (1990)
- Kulišákoviny (1991)

## Film
Poprvé se ve filmu objevil v dětské roli v roce 1938 (Vandiny trampoty). Za celý svůj život pak vytvořil přes sto třicet rolí v českých filmech a televizních hrách a seriálech.
- 1938 Vandiny trampoty
- 1948 Hostinec „U kamenného stolu“ – role: pikolík (číšník)
- 1968 Šíleně smutná princezna – role: nápadník princezny

## Televize
- 1973 Bližní na tapetě (TV cyklus mikrokomedií Malé justiční omyly) – role: zaměstnanec sběrny (12. příběh: Šprýmař)

### Rozhlasové role
- 1950 William Shakespeare: Sen noci svatojánské, Československý rozhlas, režie: Josef Bezdíček. Hráli: Václav Voska (Lysandr), Vladimír Ráž (Demeteus), František Filipovský (Klubko), Antonín Jedlička (Pískálek), Josef Hlinomaz (Tlamička), Saša Myšková (Hermie), Drahomíra Hůrková (Helena), Vítězslav Vejražka (Oberon), Jaroslava Adamová (Puk). Hudba: Václav Trojan.[4]
- 1964 William Shakespeare: Sen noci svatojánské, Československý rozhlas, režie Ludvík Pompe. Hráli: Petr Haničinec (Lysandr), Karolina Slunéčková (Hermie), Karel Hlušička(Demeteus), Eva Klepáčová (Helena), Josef Patočka (Oberon, král Elfů), Taťana Vavřincová (Titanie), Josef Hlinomaz (Klubko), Antonín Jedlička (Štěbenec), další řemeslníci Vladimír Krška a Milan Mach, Zdena Hadrbolcová (Puk), Gabriela Vránová (elf). Hudba: Kamil Hála hrál orchestr Československého rozhlasu dirigent Josef Vobruba.[4]

## Galerie

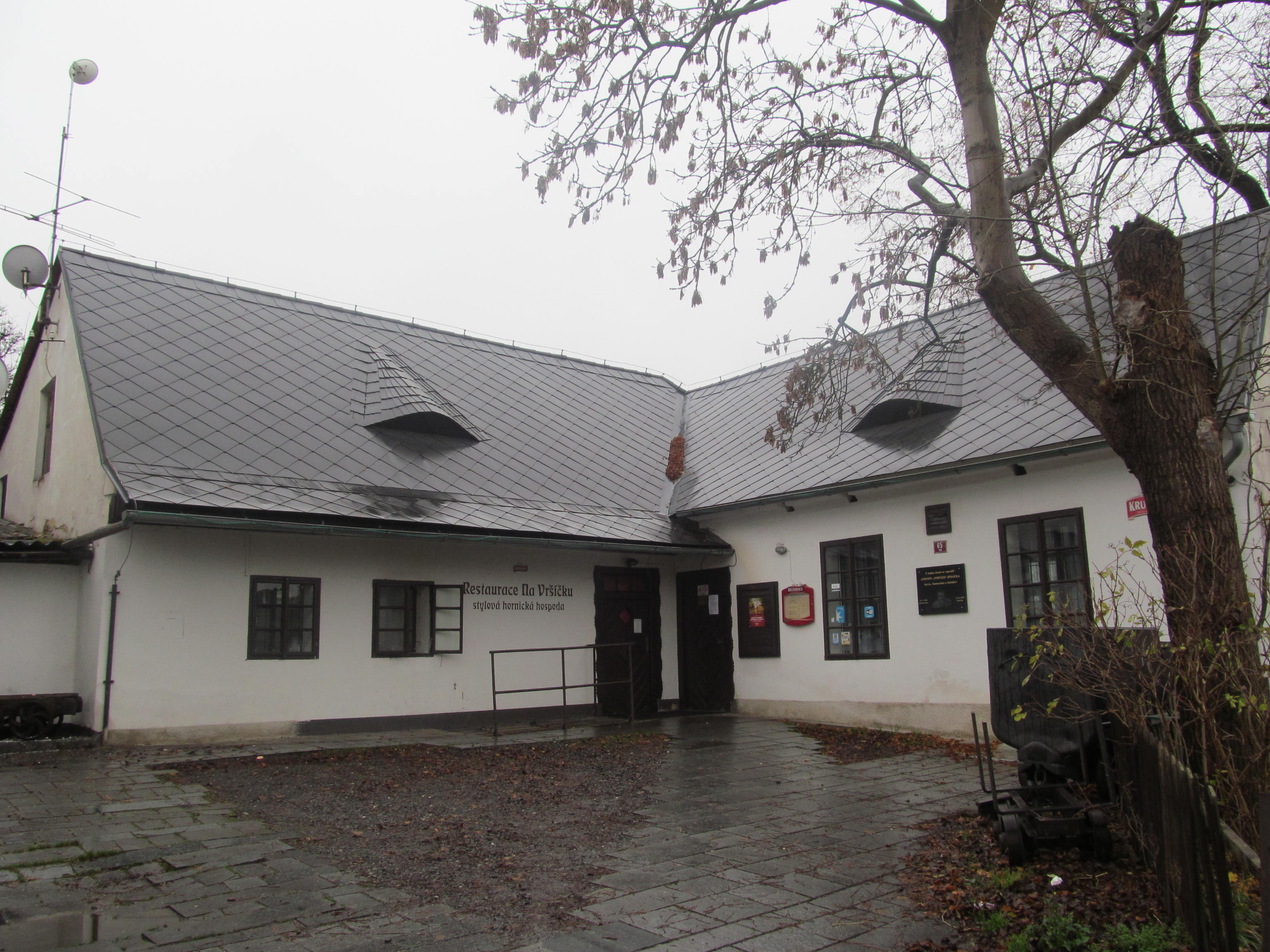
Jedličkův rodný dům na Březových Horách v Příbrami
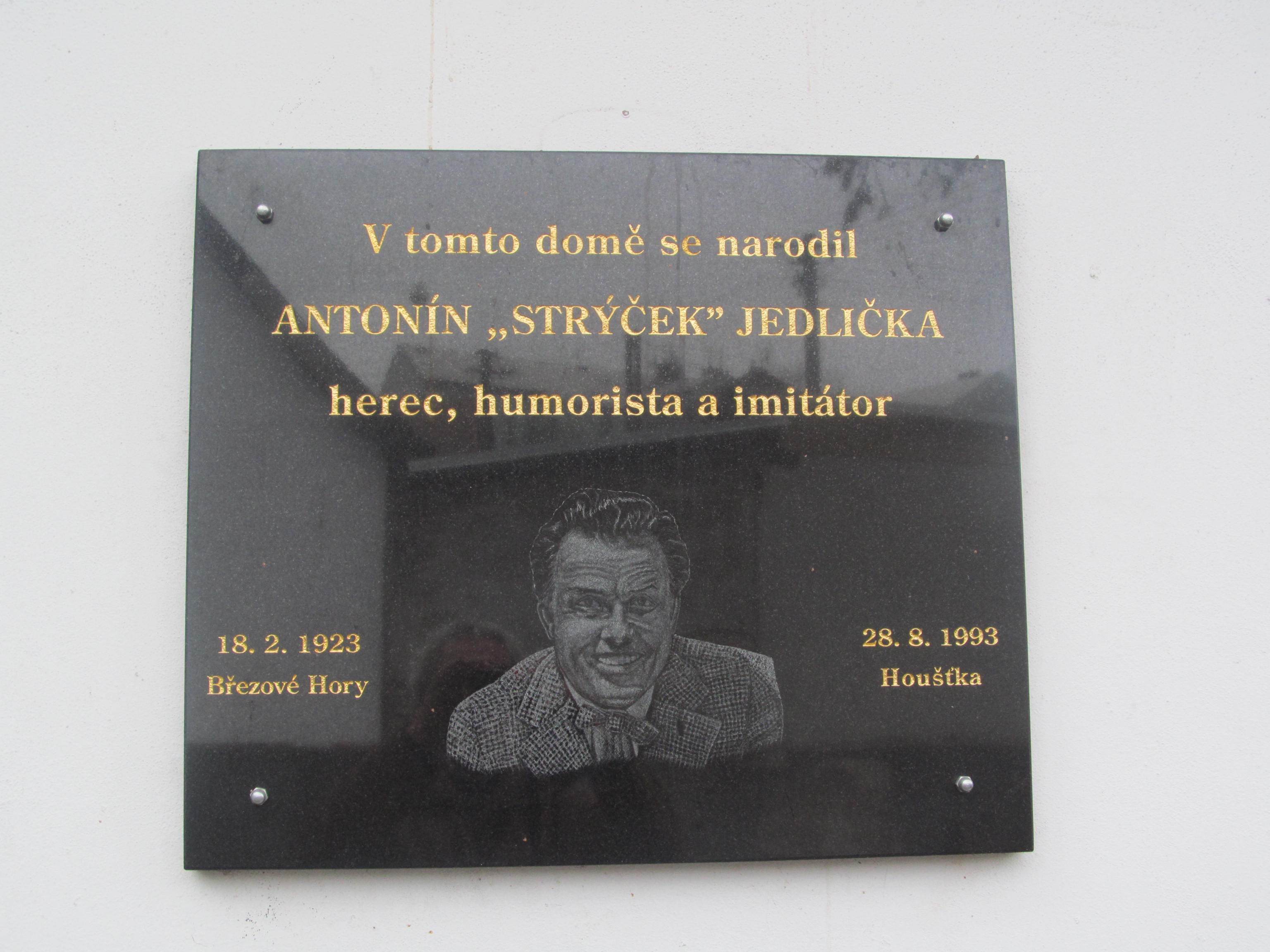
Pamětní deska na Jedličkově rodném domě
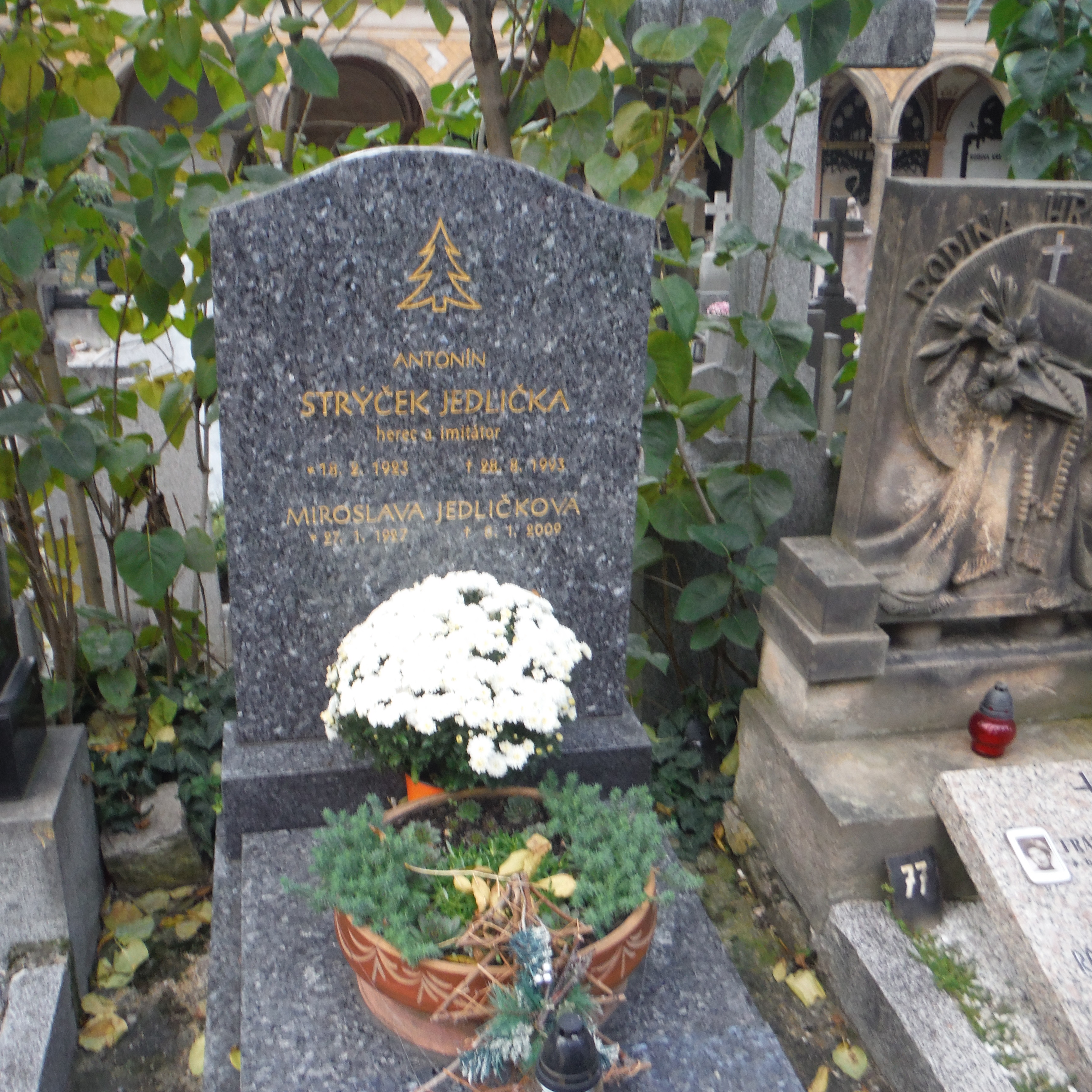
Hrob Antonína Jedličky na Vyšehradském hřbitově.